# Cândido Costa
Cândido Alves Moreira da Costa (São João da Madeira, 30 de Abril de 1981) é um ex-futebolista português que atuou principalmente como médio direito.
Atualmente, está reformado, e trabalha no Canal 11, como comentador, participando em vários programas, como "Sagrado Balneário". Participou ainda no programa "Taskmaster", na RTP.
Ele acumulou um total de 162 jogos e quatro golos na Primeira Liga em dez temporadas, representando na competição Salgueiros, FC Porto, Vitória de Setúbal, SC Braga e Belenenses. Ele também competiu profissionalmente na Roménia e Inglaterra

## Carreira Clubística.

### Porto
Costa nasceu em São João da Madeira, distrito de Aveiro. Iniciou a sua carreira no futebol nas camadas jovens do SL Benfica, mudou-se para o FC Porto após uma breve passagem pelo SC Salgueiros (onde se estreou na Primeira Liga, em 1999-2000). Na primeira época completa no Porto contribuiu com 18 jogos e dois golos no campeonato, mas o título foi perdido na penúltima jornada para o vizinho Boavista FC. Ele quase não foi usado na equipa vencedora do título de 2002-03 sob o comando de José Mourinho, mas jogou duas vezes na conquista da Taça UEFA, incluindo a derrota inconsequente por 2-0 para o Varsóvia na segunda mão da primeira fase.
No início de 2003, Costa foi emprestado ao Vitória FC para o restante da temporada. Em julho, ele mudou-se para o Derby County da Primeira Divisão da Football League para uma campanha completa. Ele foi expulso antes do intervalo a 25 de agosto por uma falta sobre Richard Langley na derrota por 4 a 1 em Cardiff City. Em 35 jogos, ele marcou uma vez no empate de 1 a 1 no West Bromwich Albion em 26 de Dezembro.

### Belenenses
Costa ingressou no SC Braga em 2004-05, num contrato de três anos com opção de mais dois. Ele totalizou 34 jogos no campeonato durante os seus dois anos no Minho. Tendo iniciado a carreira como extremo, ingressou no CF Os Belenenses na temporada 2006-07, acabando por se reconverter para a posição de lateral-direito e tornando-se titular indiscutível da equipa sediada em Lisboa, com quase 75 jogos no campeonato nos primeiros três anos, marcando frente ao FC Paços de Ferreira em 18 de março de 2007, numa vitória fora de casa por 2-0.

### Final da carreira
Depois de apenas disputar 11 jogos na temporada 2009-2010 devido a lesões constantes, com o Belenenses a retornar à segunda divisão, Costa, de 29 anos, teve a sua segunda experiência no exterior, assinando com o FC Rapid București, da Liga I, por um ano com a opção de mais um. Ele voltou à segunda divisão do seu país no FC Arouca em julho de 2011, mas dias depois sofreu uma lesão no ligamento cruzado anterior do joelho direito e não foi utilizado no momento da sua transferência de um ano para o CD. Tondela da mesma liga no mês de junho seguinte.
Em fevereiro de 2013, Costa assinou pelo SC São João de Ver da terceira divisão. Reencontrou Ricardo Sousa, ex-companheiro de Porto da sua cidade natal. Ingressou na AD Ovarense em julho do ano seguinte.

## Títulos
- Primeira Liga: 2002-03
- Taça de Portugal: 2000–01, 2002–03

- Supertaça Cândido de Oliveira: Vice-campeão 2000
- Taça UEFA: 2002–03

### Extra-futebol
- Taskmaster: 2024
- Globo de Ouro - Revelação do Ano: 2024

## Após Futebol
Depois de se retirar do futebol, ficou desempregado e mais tarde tornou-se uma personalidade televisiva com aparições consistentes em vários programas televisivos transmitidos por canais de televisão como o Canal 11 e a RTP1. Em entrevista no programa Alta Definição, transmitido a 13 de janeiro de 2024 pela SIC, Cândido Costa recordou o período da sua vida em que esteve desempregado depois de ter deixado de jogar futebol profissionalmente. Ele disse: "Percebi que celebrar a vida e ser feliz tem tanto a ver com jogar a Liga dos Campeões num jogo com 60 mil pessoas, como com ser nomeado delegado numa turma do IEFP."

## Ligações Externas
- http://www.bancadavip.com/candidocosta Site Oficial BancadaVIP.com